# 拉谢尔·弗鲁特
拉谢尔·弗鲁特（英語：Rachele Fruit；1949年10月4日—）是美国的一位社会主义活动家。她是2024年美国总统选举中社会主义工人党提名的总统候选人，玛格丽特·特罗威为其竞选搭档。
她出生于费城的一个世俗犹太人家庭，曾就读于希伯来学校。在她的一生中从事过许多工作，包括肉类包装工、工会活动家、东方航空的地勤人员以及沃尔玛员工。1980年代，她居住在巴尔的摩，随后搬到了亚特兰大，现居迈阿密。
1970年代，她开始涉足政治，参与了反对越南战争的抗议活动。她曾参加过9次选举。在2013年亚特兰大市议会主席选举中，她获得了她参选以来最好的成绩，得到8598票，以19.71%的得票率位居第二，仅次于西泽·米切尔。2018年，亚特兰大的社会主义工人党支部提名她为佐治亚州州长候选人；她最初作为一名写入候选人参选，以反对民主党提名人斯泰茜·艾布拉姆斯，但后来她退出选举；她的竞选主张包括给予前囚犯投票权。在以色列—哈馬斯戰爭期间，她明确表达了对以色列的强烈支持。